# Josef Kalášek
Josef Kalášek (30. dubna 1904 Brno – 19. září 1987 Brno) byl československý komunistický politik. V letech 1954–1963 byl předsedou Městského národního výboru v Brně, a tedy nejvyšším představitelem města.
Původně pracoval jako dělník v kamenolomu. Mezi lety 1946 a 1954 byl předsedou Městského výboru Komunistické strany Československa v Brně. V roce 1954 se stal předsedou brněnského městského národního výboru, kde zůstal po dvě funkční období do roku 1963. K významným stavbám této doby patří rozšíření brněnského výstaviště (včetně pavilonu Z), letiště Brno-Tuřany, Hvězdárna a planetárium Brno, Janáčkovo divadlo, aj.
Je pohřben na Ústředním hřbitově v Brně.